# Östersjön (Laxå socken, Närke)
Östersjön är en sjö i Askersunds kommun och Laxå kommun i Närke och ingår i Norrströms huvudavrinningsområde. Sjön är 22 meter djup, har en yta på 1,03 kvadratkilometer och befinner sig 132,1 meter över havet. Sjön avvattnas av vattendraget Norrström (Eskilstunaån). Vid provfiske har abborre, gers och mört fångats i sjön.

## Delavrinningsområde
Östersjön ingår i det delavrinningsområde (653289-143920) som SMHI kallar för Utloppet av Östersjön. Medelhöjden är 161 meter över havet och ytan är 15,69 kvadratkilometer. Det finns inga avrinningsområden uppströms utan avrinningsområdet är högsta punkten. Avrinningsområdets utflöde Norrström (Eskilstunaån) mynnar i havet. Avrinningsområdet består mestadels av skog (87 procent). Avrinningsområdet har 1,15 kvadratkilometer vattenytor vilket ger det en sjöprocent på 7,3 procent.